# Przyłęk (powiat Zwoleński)
Przyłęk is een dorp in het Poolse woiwodschap Mazovië, in het district Zwoleński. De plaats maakt deel uit van de gemeente Przyłęk.